# L'Euromediterraneo
L'Euromediterraneo, è stata una rivista mensile pubblicata in Sicilia. Edita dalla Fondazione Federico II di Palermo, organo culturale dell'Assemblea regionale siciliana.
È stata pubblicata dal 1998 al 2006 ed è stata diretta negli anni da Igor Man, Salvatore Parlagreco, Franco Cardini, Andrea Ballerini, Vito Orlando.
È stata dedicata ai paesi del Mediterraneo, al Mezzogiorno, alla Sicilia, e ai loro rapporti con l'Unione europea. In allegato veniva distribuito anche il quindicinale "Cronache parlamentari siciliane" con "L'Agenda della Sicilia".